# Air Botswana
A Air Botswana  é uma companhia aérea de Botswana. Opera com aviões Bae 146, ATR-72 e ATR-42, e teve o pior acidente aéreo do pais, quando um piloto, afastado por problemas mentais, invadiu o aeroporto e decolou sem autorização, jogando seu avião em cima de outros dois que estavam no pátio. Os três ATR foram destruídos nessa tragédia.